# Bahr el-Ghazal (řeka)
Bahr el-Ghazal (arabsky بحر الغزال‎, anglicky Bahr el Ghazal River) je řeka na západě Jižního Súdánu. Je levým přítokem Bílého Nilu. Je 240 km dlouhá od soutoku zdrojnic. Jméno řeky znamená „Gazelí řeka“.

## Průběh toku
Vzniká soutokem řek Bahr el-Arab a Jur u města Wang Kai. Protéká rozsáhlými bažinami.

## Využití
Vodní doprava je možná v období dešťů do města Bau na zdrojnici Jur a po opadnutí vody k soutoku zdrojnic.